# WE CHEER
『WE CHEER』（ウィーチア）はバンダイナムコゲームス・バンダイレーベルより2009年3月12日に発売されたWii用ゲームソフトである。アメリカでは2008年9月30日、ヨーロッパでは2009年2月6日に発売された。
2010年7月15日には続編の『WE CHEER Dancing Spirits!』が発売された。

## 概要
チアガールに扮して画面上のリボンに合わせてWiiリモコンを動かし、チアダンスを行うゲーム。リボンはボンポンの動きを表しており、Wiiリモコンは1人で2本持ってのプレイも可能。

### モード
- メインステージ - チアリーディングの全米大会で優勝を目指すストーリーモード。
- エクササイズ - 2分30秒のショートレッスンか、5分間のロングレッスンを選べる。
- ダンスバトル - 4人までの対戦プレイ。

### おはスタプロデュース! 限定コラボゲームディスク
初回限定で『おはスタ』とのコラボレーションディスクが付属。おはガール（まゆ、りさこ、ひでみ）による「モーニングエール!」を収録。

## WE CHEER Dancing Spirits!
『WE CHEER Dancing Spirits!』 (ウィーチア ダンシングスピリッツ!)は、2010年7月15日に発売された続編。収録楽曲を総入れ替えし、ユニフォームのカスタマイズといった拡張のほか、サブダンサーにチアボーイが入っている。

### モード
- メインステージ
  - チャンピオンシップ - 好きな曲とステージを選んでプレイ出来る。
  - ストーリーモード
- マルチプレイ
  - ダンスバトル
  - パーティープレイ - ダンスを利用したミニゲーム。
- カスタマイズ
- トレーニング
  - エクササイズ
  - チアレッスン - チアダンスの基本的なレッスン。

## 関連ソフト
- JUST DANCE - JUST DANCE KIDSなどの派生作品をランド・ホーが開発